# نروژ ژاکوس
ژاکوس نروژ (انگلیسی: Norway Jackes; ۸ ژوئن ۱۸۸۱ – ۸ ژوئیهٔ ۱۹۶۴) قایقران روئینگ اهل کانادا بود.